# Cahit Gök
Cahit Gök (* 7. Oktober 1981 in Bingöl) ist ein türkischer Schauspieler.

## Leben und Karriere
Gök wuchs in Bingöl auf. Er studierte an der Anadolu Üniversitesi. Sein Debüt gab er 2008 in dem Film Fırtına. Anschließend spielte er 2010 in Ezel mit. Im selben Jahr wurde Gök für eine Fernsehserie Çalgı Çengi gecastet.
Außerdem bekam er 2014 in dem Film Kuzu eine Hauptrolle. 2017 trat er in Çalgı Çengi İkimiz auf. Unter anderem setzte er seine Karriere in Hercai fort. Gök war 2023 in der Serie Gülcemal zu sehen.

## Filmografie (Auswahl)
Filme
- 2008: Fırtına
- 2009: Çıngıraklı Top
- 2010: Çalgı Çengi
- 2013: Mahmut İle Meryem
- 2014: Kuzu
- 2017: Çalgı Çengi İkimiz

Serien
- 2009: Bir Bulut Olsam
- 2010: Ezel
- 2011: Kuzey Rüzgarı
- 2013: Güzel Çirkin
- 2014: Urfalıyam Ezelden
- 2018: Siyah Beyaz Aşk
- 2019: Hercai
- 2023: Gülcemal